# Julio César Enciso
 Ikke at forveksle med Julio Enciso.
Julio César Enciso Ferreira (født 5. august 1974 i Capiatá, Paraguay) er en paraguayansk tidligere fodboldspiller (midtbane).

## Karriere
Enciso spillede over en periode på ni år 70 kampe for Paraguays landshold, hvori han scorede to mål. Han debuterede for holdet i juni 1995 i en venskabskamp mod Argentina, og spillede sin sidste landskamp i oktober 2004, da paraguayanerne spillede uafgjort mod Peru i en VM-kvalifikationskamp. Han repræsenterede sit land ved VM 1998 i Frankrig, og spillede samtlige paraguayanernes fire kampe i turneringen, hvor holdet blev slået ud i 1/8-finalen. Han deltog også ved tre udgaver af Copa América, samt ved OL 2004 i Athen, hvor Paraguay vandt sølv.
På klubplan spillede Enciso en stor del af sin karriere i hjemlandet, hvor han blandt andet repræsenterede Asunción-storklubberne Cerro Porteño og Olimpia. Han vandt to paraguayanske mesterskaber med Cerro Porteño samt Copa Libertadores med Olimpia. Han tilbragte desuden fire år i Brasilien hos Internacional.

## Titler
Primera División de Paraguay
- 1994 og 1996 med Cerro Porteño

Campeonato Gaucho
- 1997 med Internacional

Copa Libertadores
- 2002 med Olimpia

Recopa Sudamericana
- 2003 med Olimpia